# 霍恩洛厄-朗根堡的阿格尼絲
霍恩洛厄-朗根堡的阿格尼絲（德語：Agnes zu Hohenlohe-Langenburg，1804年12月5日—1835年9月9日），霍恩洛厄-朗根堡親王卡爾·路德維希一世的女兒，母親是索爾姆斯-巴魯特的阿瑪莉埃·亨麗埃特。

## 家庭
1829年，阿格尼絲與勒文施泰因-韋爾特海姆-羅森貝格親王卡爾·托馬斯的長子康斯坦丁結婚，兩人共有1子1女：
1. 阿德海德（1831年—1909年）
2. 卡爾（英语：Charles, 6th Prince of Löwenstein-Wertheim-Rosenberg）（1834年—1921年）